# BAR 01
La BAR 01 è stata la prima monoposto di Formula 1 del team British American Racing. Prese parte alla stagione 1999.
Costruita dalla squadra nata a seguito dell'acquisto della Tyrrell da parte della British American Tobacco, fu pilotata da Jacques Villeneuve, campione del mondo 1997 (che aveva scelto di lasciare la Williams per seguire il suo manager Craig Pollock, divenuto titolare della nuova scuderia) e dal brasiliano Ricardo Zonta, campione di Formula 3000 Internazionale 1997 e di FIA GT 1998.

## La vettura

### Caratteristiche tecniche
La vettura presentava nell'alettone anteriore paratie laterali inedite fino ad allora nel mondo della Formula 1, caratterizzate della presenza di un flap. Totalmente nuove erano la forma del serbatoio dell'olio e la sospensione anteriore, che presentava l'attacco del puntone direttamente unito a quello del portamozzo.

### Livrea

Vista aerea della particolare livrea bicolore della BAR 01

In occasione della presentazione ufficiale, la scuderia anglo-americana mostrò la vetture in due livree diverse, ognuna dedicata a un marchio della multinazionale British American Tobacco: nelle intenzioni del team, Villeneuve avrebbe guidato una monoposto biancorossa, sponsorizzata Lucky Strike, mentre a Zonta sarebbe stata affidata una vettura gialloblù, pubblicizzata da State Express 555.
La Federazione Internazionale dell'Automobile (FIA) tuttavia escluse questa possibilità, rimarcando il principio secondo cui le due macchine della stessa squadra dovevano avere identici colori, con poche e marginali differenze ammesse come il numero di gara, il nome e la bandiera nazionale del pilota. Nelle settimane seguenti la BAR presentò ricorso presso la Camera del Commercio di Losanna, che però si espresse a sfavore del team; si tentò poi di trovare un accordo, proponendo di impiegare le due livree a corse alterne, ma anche quest'idea venne rigettata. Per risolvere l'impasse, la BAR elaborò pertanto una nuova livrea che "fondeva" le due soluzioni, col gialloblù 555 sul lato destro e il biancorosso Lucky Strike su quello sinistro, separati da una finta cerniera lampo che attraversava longitudinalmente la monoposto fino al musetto, che invece era colorato d'argento. Tale livrea fu infine approvata dalla FIA e adottata dalla scuderia per tutta la stagione, passando alla storia come una delle più curiose mai viste in F1.

### Rendimento agonistico
Le aspettative nei confronti della monoposto erano elevate: i due piloti erano di buon livello e il team aveva alle spalle una proprietà facoltosa, che aveva pianificato un investimento di 500 milioni di dollari in tre anni (non troppo distante dall'impegno economico di un top team) e per lo sviluppo si era avvalsa dell'apporto della Reynard Motorsports, il cui titolare, Adrian Reynard, era arrivato a dichiarare che la macchina avrebbe potuto centrare pole position e vittoria fin dall'esordio. 
Alla prova della pista, la macchina si rivelò mediamente veloce, ma il motore Supertec (derivato dai Renault, ma ben meno potente) palesò gravi limiti di inaffidabilità: in molte occasioni la possibilità di arrivare in zona punti fu vanificata da guasti e noie meccaniche. Villeneuve (che peraltro, in occasione del Gran Premio di Spagna, riuscì per qualche giro a portarsi al comando) collezionò 12 ritiri su 16 gare, dei quali 11 consecutivi. Quanto a Zonta, in seguito ad un infortunio, fu sostituito da Mika Salo, che diede alla squadra il miglior piazzamento stagionale, arrivando settimo al Gran Premio di San Marino.
La BAR si classificò 11ª e ultima nel campionato costruttori, senza aver raccolto punti e preceduta anche da piccole scuderie come la Sauber, la Minardi e perfino la Arrows, alle prese con gravi problemi di liquidità.

## Risultati completi
| Anno | Team | Motore                | Gomme | Piloti     |     |     |     |     |     |     |     |     |     |     |     |     |     |    |     |    | Punti | Pos. |
| ---- | ---- | --------------------- | ----- | ---------- | --- | --- | --- | --- | --- | --- | --- | --- | --- | --- | --- | --- | --- | -- | --- | -- | ----- | ---- |
| 1999 | BAR  | Supertec FB01 3.0 V10 | B     | Villeneuve | Rit | Rit | Rit | Rit | Rit | Rit | Rit | Rit | Rit | Rit | Rit | 15  | 8   | 10 | Rit | 9  | 0     | 11º  |
| 1999 | BAR  | Supertec FB01 3.0 V10 | B     | Zonta      | Rit | NP  |     |     |     | Rit | 9   | Rit | 15* | Rit | 13  | Rit | Rit | 8  | Rit | 12 | 0     | 11º  |
| 1999 | BAR  | Supertec FB01 3.0 V10 | B     | Salo       |     |     | 7   | Rit | 8   |     |     |     |     |     |     |     |     |    |     |    | 0     | 11º  |

| Legenda | 1º posto     | 2º posto | 3º posto    | A punti         | Senza punti/Non class.  | Grassetto – Pole position Corsivo – Giro più veloce |
| Legenda | Squalificato | Ritirato | Non partito | Non qualificato | Solo prove/Terzo pilota | Grassetto – Pole position Corsivo – Giro più veloce |

(*) Indica quei piloti che non hanno terminato la gara ma sono ugualmente classificati avendo coperto, come previsto dal regolamento, almeno il 90% della distanza totale.